# Strîmba, Nadvirna
Strîmba (în ucraineană Стримба) este o comună în raionul Nadvirna, regiunea Ivano-Frankivsk, Ucraina, formată numai din satul de reședință.

## Demografie
Componența lingvistică a comunei Strîmba
     Ucraineană (99,71%)
     Alte limbi (0,29%)
Conform recensământului din 2001, majoritatea populației comunei Strîmba era vorbitoare de ucraineană (99,71%), existând în minoritate și vorbitori de alte limbi.